# أنطون شتاينر
أنطون شتاينر (بالألمانية: Anton Steiner)‏ هو متزحلق جبال الألب نمساوي، ولد في 20 سبتمبر 1958 في ليينز في النمسا.

## وصلات خارجية
- انطون شتاينر على موقع الاتحاد الدولي للتزلج (التزلج على المنحدرات الثلجية) (الإنجليزية)
- انطون شتاينر على موقع أوليمبيديا (الإنجليزية)